# Karan (zapaśnik)
Karan Mor (ur. 15 października 1999) – indyjski zapaśnik walczący w stylu wolnym. Zajął 24. miejsce na mistrzostwach świata w 2019. Brązowy medalista mistrzostw Azji w 2021. Trzeci na mistrzostwach Azji kadetów w 2016 i juniorów w 2017 i 2018 roku.